# Sonate K. 99
Pour les articles homonymes, voir K99.
La sonate K. 99 (F.57/L.317) en ut mineur est une œuvre pour clavier du compositeur italien Domenico Scarlatti.

## Présentation
La sonate K. 99 en ut mineur est notée Allegro. Dans le manuscrit de Venise, elle ne forme qu'une seule sonate avec la suivante, la K. 100, alors qu'elles sont séparées dans Parme, Vienne et Münster, mais réunies dans le manuscrit Worgan (nos 31 et 32, fos 59b sqq.). Dans la copie de Venise, à la fin, figure l'indication « Volti subito » et la seconde partie est la sonate (K. 100) présentée sans titre ou numérotation. Elles forment donc bien incontestablement une paire, exceptionnellement l'une en mineur, l'autre en majeur. Il existe d'autres exemples d'alternance et association de deux modes majeur/mineur, telles les sonates K. 526 et 527.

## Manuscrits
Le manuscrit principal est le numéro 2a du volume XV de Venise (1754), tout comme le II 14, copié pour Maria Barbara ; les autres sont Parme III 18, Münster III 19 et Vienne E 17.

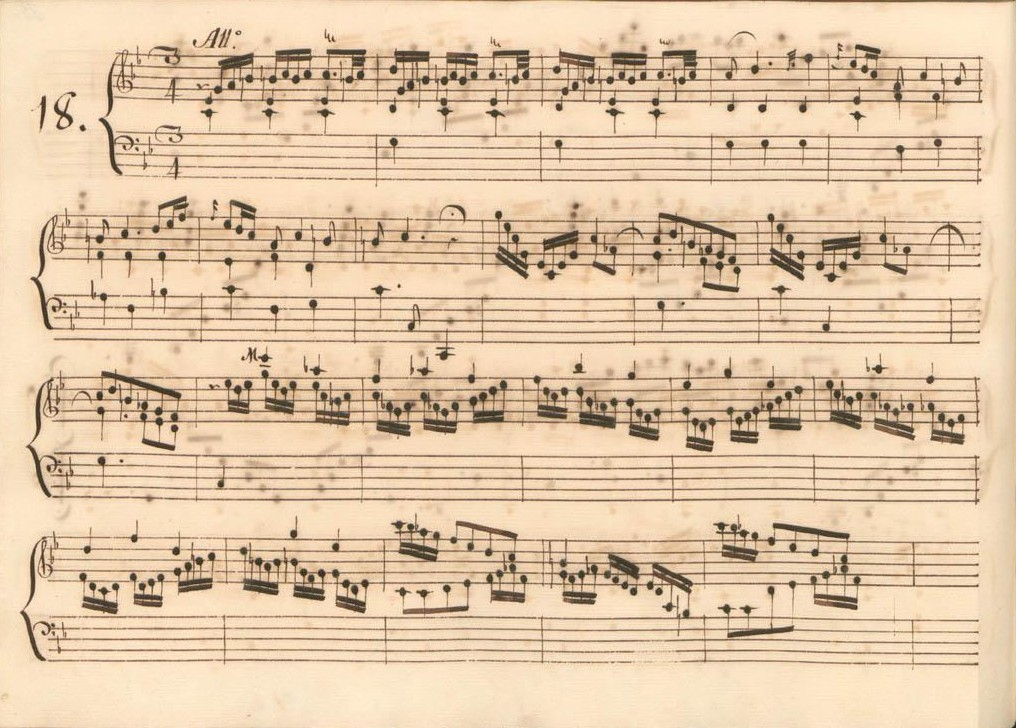
Parme III 18.
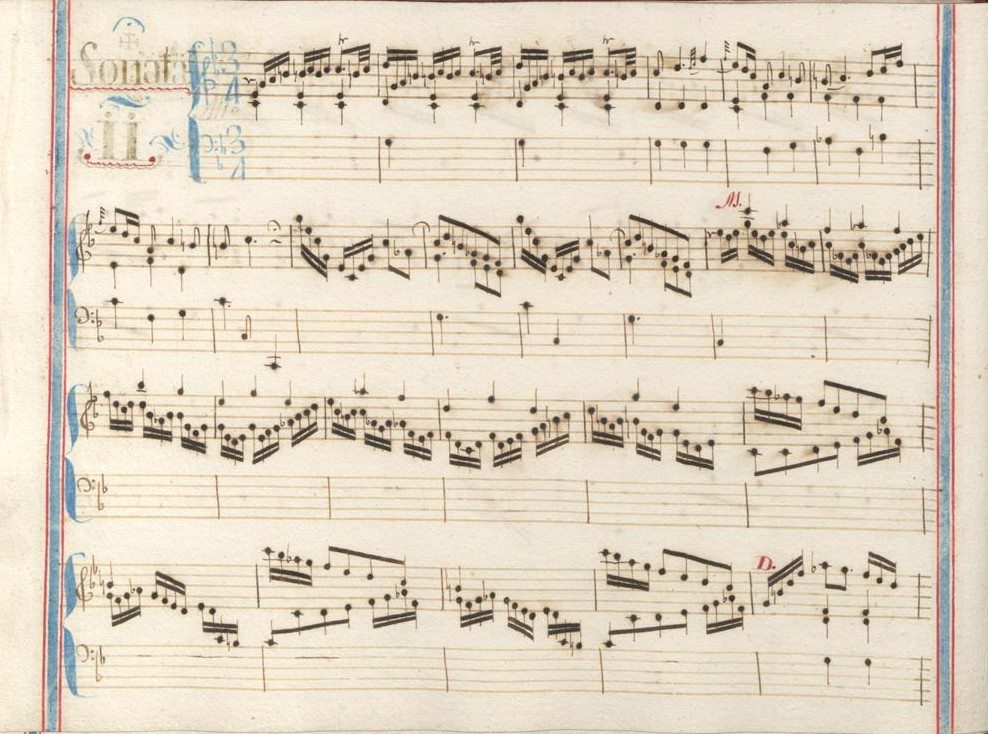
Venise XV 2a.
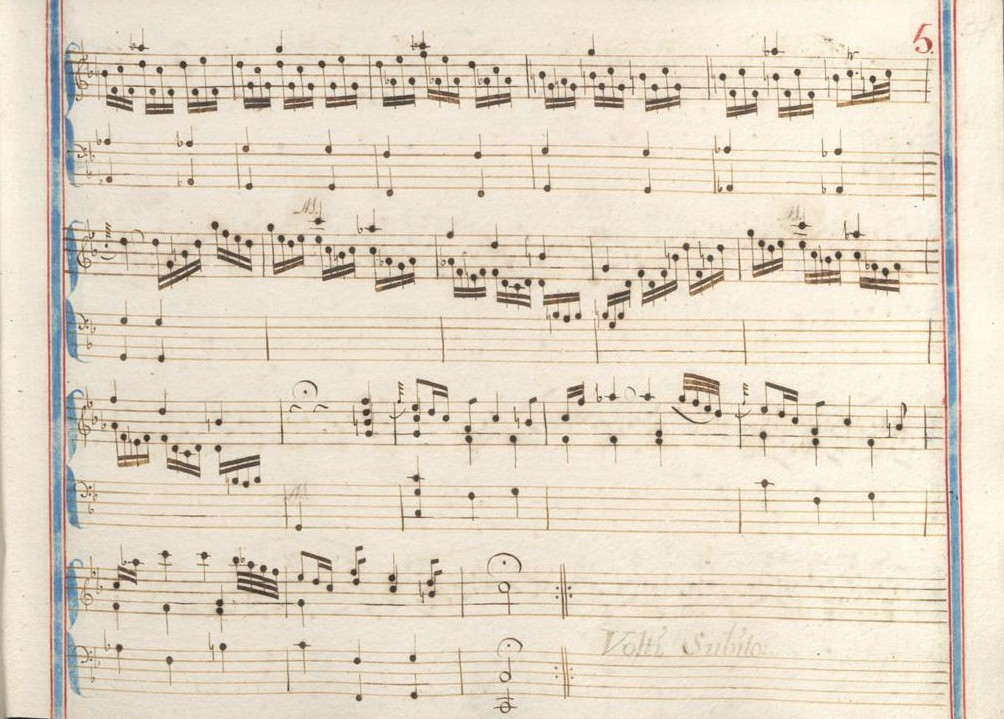
Venise XV 2a, dernière page (mention Volti subito)
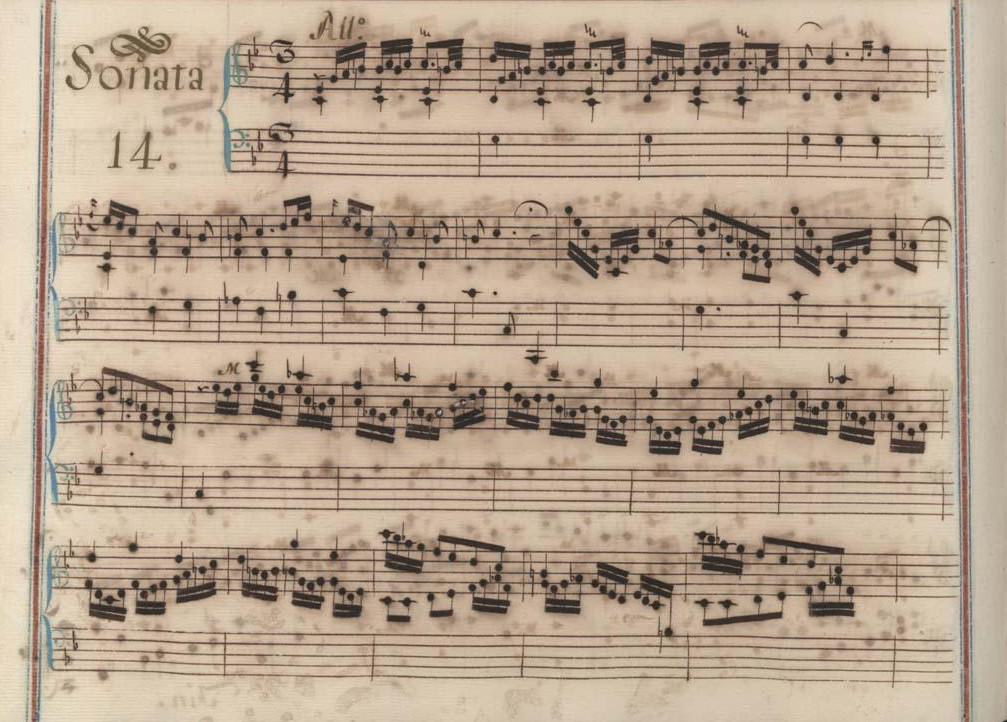
Venise II 14.

## Interprètes
La sonate K. 99 est défendue au piano notamment par Fou Ts'ong (1984, Collins/Meridian), Carlo Grante (2009, Music & Arts, vol. 2), Ievgueni Soudbine (2015, BIS) et Alice Ader (Fuga Libera) ; au clavecin par Trevor Pinnock (1981, CRD), Scott Ross (1985, Erato), Emilia Fadini (Stradivarius), Richard Lester (2001/2005, Nimbus, vol. 1 et 6) et Pieter-Jan Belder (Brilliant Classics, vol. 3). Vincent Boucher l'interprète à l'orgue (2005, Atma Classique).

## Sources
: document utilisé comme source pour la rédaction de cet article.
- Ralph Kirkpatrick (trad. de l'anglais par Dennis Collins), Domenico Scarlatti, Paris, Lattès, coll. « Musique et Musiciens », 1982 (1re éd. 1953 (en)), 493 p. (ISBN 978-2-7096-0118-4, OCLC 954954205, BNF 34689181).
- Alain de Chambure, « Domenico Scarlatti : Intégrale des sonates — Scott Ross », Erato (2564-62092-2), 1985 (OCLC 891183737) .